# Самбенито
Самбенито (на испански: sambenito) е специална дреха, обличана на осъдените от Испанската инквизиция на аутодафе. Наподобява скапуларий и има две разновидности - жълт с червени кръстове за разкаялите се еретици и черен с изрисувани дяволи и пламъци за неразкаялите се.